# Botanical Journal of the Linnean Society
Botanical Journal of the Linnean Society (abreviado Bot. J. Linn. Soc.) es una revista ilustrada con descripciones botánicas que es editada por Sociedad Linneana de Londres. Comenzó su publicación en el año 1969. Fue precedida por Journal of the Linnean Society.
Es una revista científica para la publicación de artículos originales relacionados con la taxonomía de las plantas y de los grupos de hongos, incluyendo la anatomía, biosistemática, citología, ecología, etnobotánica, microscopía electrónica, morfogénesis, paleobotánica, palinología y fitoquímica.
La revista es una publicación de la Sociedad Linneana de Londres, y está disponible tanto en formato impreso como en línea de búsqueda.